# Adam (Buffy contre les vampires)
Pour les articles homonymes, voir Adam (homonymie).
Adam est un personnage fictif de la série télévisée Buffy contre les vampires interprété par George Hertzberg. C'est un cyborg, hybride robot-démon, principal méchant de la saison 4.

## Apparitions

### Saison 4
Adam est un être créé de toutes pièces, à partir d'êtres humains, de démons et de circuits informatiques. C'est une sorte de monstre de Frankenstein amélioré, à la croisée de Daryl (Le Puzzle) et Ted (Le Fiancé). Il a été créé par Maggie Walsh et ses collègues, au sein de l'Initiative, à partir des points forts des démons qu'ils ont capturés. Adam est le Projet 314 que Maggie protégeait tant. Programmé pour tuer, il commence très vite à peine réveillé en tuant Maggie (épisode Piégée). Son réveil, non prévu par ses créateurs, entraîne une panique au sein de l'Initiative qui perd sa trace. Il analyse alors le monde, et cherche à comprendre ce qu'il fait là. Il est l'artisan d'une réconciliation entre vampires et démons, et les pousse à coopérer, ce qui rend l'action de Buffy plus complexe. Adam tue Forrest Gates, soldat et ami de Riley. Il commence alors le plan que Maggie avait prévu pour lui et les autres soldats : créer une armée de cyborgs. Forrest est donc le second à en faire les frais (épisode Facteur Yoko).
À la fin de la saison, dans l'épisode Phase finale, Adam parvient à s'infiltrer dans l'Initiative et fait en sorte qu'un maximum de démons et de soldats s'y trouvent afin d'organiser une bataille générale. En effet, à l'issue d'une telle bataille beaucoup de parties de corps pourront être récupérées pour créer de nouveaux soldats. Adam, qui voit en Riley un frère, souhaite qu'il soit le troisième cyborg. Il parvient à contrôler son esprit par l'intermédiaire d'une puce qui est implantée près du système nerveux cardiaque de Riley. Néanmoins, ce dernier arrive à se l'extraire et à échapper à ce contrôle.
Adam tient son énergie inépuisable d'une batterie en uranium. Buffy le sachant, et cherchant à mettre un terme aux agissements d'Adam, sait qu'elle doit le retirer, mais sait aussi qu'il lui faut beaucoup plus de force. À la suite d'une idée d'Alex, elle a alors recours à la magie. Willow réalise en effet un « sort d'union », lui permettant, ainsi qu'à Alex et Giles, de prêter leur force à Buffy. Ce sort est une magie ancienne et puissante, à tel point que Buffy arrache la batterie du corps d'Adam après un bref combat, ce qui le détruit. Néanmoins, cette magie faisant appel à l'essence de la Première Tueuse a des conséquences sur le Scooby-gang dans l'épisode suivant.

## Concept et création
George Hertzberg est choisi pour jouer le rôle d'Adam après sa lecture d'un monologue du personnage lors d'une audition. D'après le directeur de casting, les critères demandés pour le rôle étaient d'avoir un physique imposant et de pouvoir jouer un être à la fois malfaisant et innocent dans son comportement. Une fois l'acteur choisi, le costume d'Adam a été créé sur mesure en deux semaines par la compagnie Optic Nerve. Selon Roz Kaveney, l'aspect le plus intéressant de l'interprétation d'Hertzberg est sa façon de parler en faisant des pauses comme s'il devait considérer les implications de ses paroles alors même qu'il les prononçait.

## Analyse
Pour Lorna Jowett, dans Sex and the Slayer, Adam est la version du Buffyverse du monstre de Frankenstein, conscient de son statut monstrueux. Sa découverte du monde le pousse à analyser ce qui l'entoure et à réfléchir sur ce qu'il souhaite. Il est néanmoins déterminé par la façon dont il a été programmé, au sens premier du terme : il est destiné à diriger, son pouvoir est à la fois scientifique et militaire, et il suit cette voie avec une ferveur quasi religieuse. Cela dit, il n'a pas été totalement abouti, s'étant réveillé plus tôt que prévu, et échappant au contrôle de l'Initiative. Son accès à l'existence se fait par une violente séparation avec sa créatrice, acte de résistance envers une domination féminine. Adam, malgré sa puissance inhumaine et hyper-masculine, est vaincu car il ne comprend pas les valeurs du sacrifice et de la coopération. Mais pour Gregory Stevenson, Adam, à la différence du monstre de Frankenstein, n'a pas besoin de son créateur et le tue. Il incarne le manque d'éthique dans la poursuite des avancées scientifiques et technologiques, et représente la nature cannibale du pouvoir, éliminant la source même de sa puissance. Pour Roz Kaveney, Adam illustre par son isolement par rapport au monde qui l'entoure le thème de la quête de l'identité développé dans la saison 4. 
Alors même qu'il est sur le point de se faire battre, Adam juge « intéressant » les pouvoirs qu'a obtenus Buffy à la suite du sort d'union, prouvant son grand intérêt pour le monde extérieur. L'acteur George Hertzberg dit de son personnage qu'il est « un mélange d'innocence enfantine et d'une programmation qui en fait une machine à tuer. ». Pour Jane Espenson, Adam est un véritable sociopathe qui pense être la seule personne vraiment réelle. Elle compare son comportement à celui d'un tueur en série et, par ailleurs, Adam dit dans Facteur Yoko qu'il apprécie la chanson Helter Skelter, ce qui est sans doute une référence à Charles Manson.

## Pouvoirs
Adam bénéficie d'une grande force et d'une énergie inépuisable due à sa batterie en uranium. Il est capable d'absorber l'électricité et de se recharger avec. Il peut se connecter aux réseaux informatiques et les contrôler, étant lui-même un ordinateur. Il possède une longue broche dans le bras gauche, qui lui permet d'empaler ses ennemis, et son bras droit peut se transformer en une mitraillette massive doublée d'un lance-roquettes.